# Андрес Химено
Андрес Химено Толагуера (кат. Andrés Gimeno Tolaguera; Барселона, 3. август 1937 — Барселона, 9. октобар 2019) био је шпански тенисер. Победник је Ролан Гароса у појединачној конкуренцији 1972. године.
Стигао је до финала Аустралијан Опена 1969, изгубивши од Рода Лејвера у три сета. Најбољи пласман му је девето место на листи тениских професионалаца. Године 2009. примљен је у тениску Кућу славних.
Преминуо је после дуге и тешке болести 9. октобра 2019. у 82 години.

## Гренд слем финала

### Појединачно 2 (1—1)
| Исход  | Година | Турнир                        | Подлога | Противник     | Резултат           |
| Пораз  | 1969   | Отворено првенство Аустралије | Тврда   | Род Лејвер    | 3–6, 4–6, 5–7      |
| Победа | 1972   | Ролан Гарос                   | Шљака   | Патрик Проаси | 4–6, 6–3, 6–1, 6–1 |